# Abrus laevigatus
Abrus laevigatus, trajnica penjačica iz porodice mahunarki raširena od Mozambika do Južne Afrike.

## Opis
Abrus laevigatus je grm, vitkih, široko penjajućih, drvenastih grana, rijetko obraslih žutim dlakama, dug do 6 m. Listovi su perasti i naizmjenični. Listići su 6-10-parni, nasuprotni. Peteljke liske su kratke, listovi duguljasti ili obrnuto-duguljasti, 5-30 × 3-10 mm, opnasti, rijetko bijeli čekinjasti ili gusto bijeli dlakavi odozdo, bez dlaka ili dlakavi odozgo, zaobljeni ili srcoliki pri dnu. Cvjetovi su u gustim višecvjetnim gronjama, smješteni u pazušcima listova, dugi 30-100 mm. Cvjetovi su dugi 3-9 mm. Čašica je zvonasta, 4-zupčana, bijelo čekinjasta ili gusto sivodlakava. Cvjetovi su bijeli, lila ili ljubičasti. Sjemenke su duguljaste, 50-65 × 8-15 mm, gusto bijelo dlakave, otvorene, s 4-12 sjemenki. Sjemenke su crne do smeđe ili crne, sjajne do slabo sjajne, eliptične ili jajolike. Vrijeme cvatnje je ljeti, od rujna do svibnja. U Južnoj Africi ga se može zamijeniti s Abrus precatorius, poznatim kao rakovo oko, njegove cvjetne grane često su gole tamo gdje su grane A. laevigatusa lisnate. Lako ih je razlikovati kada su u plodu, mahune A. laevigatusa su duže i uže i jedna su mahuna, dok su mahune A. precatorius u grozdovima.

## Status zaštite
Abrus laevigatus uvršten je na Crveni popis južnoafričkih biljaka 2009. (Raimondo et al. 2009.), ali nema status prijetnje.

## Rasprostranjenost i stanište
Abrus laevigatus je uobičajena biljka u 7 južnoafričkih provincija: Limpopo, North West, Gauteng, Mpumalanga, KwaZulu-Natal i Eastern Cape, također se javlja u Svaziju (Swaziland) i u mnogim tropskim područjima svijeta. Čest je korov na cestama, u starim vrtovima, priobalnim područjima, i u područjima s većom količinom oborina u suptropskim područjima.

## Derivacija imena i povijesni aspekti
Ime Abrus potječe od grčke riječi abros, što znači 'nježan' i odnosi se na listiće; laevigatus je izvedeno iz latinskog, levis, što znači "gladak" ili "poliran".
Ekologija
Ovaj puzavac se uglavnom razmnožava sjemenom. Smatra se da ovo sjeme uglavnom raznose ptice, ali je vjerojatno da se također rašire duž vodenih tokova tijekom poplava i u odloženom vrtnom otpadu.

## Koristi
Abrus laevigatus koristi se u iste medicinske svrhe kao i Abrus precatorius. Ekstrakt korijena biljke koristi se za ublažavanje očnih bolesti, te za liječenje invazije trakavice, bilharzije, astme i gonoreje.

## Uzgoj Abrus laevigatus
Abrus laevigatus se razmnožava sjemenom, koje klija ako se namoči u vodi. Reznice jakih izdanaka također se mogu staviti u pijesak i održavati vlažnim plastičnim stošcima.